# Rally Príncipe de Asturias de 1983
El Rally Príncipe de Asturias de 1983, oficialmente 20.º Rally Internacional Príncipe de Asturias, fue la vigésima edición, la 36 cita de la temporada 1983 del Campeonato de Europa de Rally y la decimotercera de la temporada 1983 del Campeonato de España de Rally. Se celebró del 16 al 18 de septiembre y contó con un itinerario de veinte tramos que sumaban un total de 278 km cronometrados.

## Clasificación final
| Pos. | Piloto               | Copiloto                  | Automóvil            | Tiempo  | Diferencia |
| ---- | -------------------- | ------------------------- | -------------------- | ------- | ---------- |
| 1.   | Genito Ortiz         | Ramón Mínguez             | Renault 5 Turbo      | 3:12:52 | 0.0        |
| 2.   | Marc Etchebers       | Marie Christine Etchebers | Porsche 911 SC       | 3:15:19 | +2:27      |
| 3.   | «Fombona»            | Torrontegui               | Renault 5 Turbo      | 3:20:22 | +7:30      |
| 4.   | José Pipo Couret     | Silvia Meléndez           | Ford Escort RS1600i  | 3:24:48 | +11:56     |
| 5.   | «Daniel»             | Tello Laudelino           | Citroën Visa Trophée | 3:25:42 | +12:50     |
| 6.   | Ricardo Muñoz        | José López Orozco         | Citroën Visa Trophée | 3:27:31 | +14:39     |
| 7.   | Salvador Servià      | Jordi Sabater             | Ford Escort RS1600i  | 3:32:06 | +19:14     |
| 8.   | Alberto Hevia Granda | Cele Foncueva             | Talbot Samba S       | 3:32:36 | +19:44     |
| 9.   | José Bernardo Pino   | Emilio Jaquetti           | Ford Fiesta XR2 Mk1  | 3:36:55 | +24:03     |
| 10.  | Luis Pla Rumayor     | Serafín Vaz               | Citroën Visa GT      | 3:43:26 | +30:34     |